# 謝莫維特六世
謝莫維特六世（波蘭語：Siemowit VI，1446年1月2日—1462年1月1日），普沃茨克公爵，瓦迪斯瓦夫一世的長子，1455年至1461年在位。
父親去世後，謝莫維特與弟弟瓦迪斯瓦夫繼位為普沃茨克公爵，由母親擔任攝政。謝莫維特於1462年1月1日被發現死亡，死因不明。